# Kommunistischer Jugendverband Deutschlands (1970er)
Der Kommunistische Jugendverband Deutschlands (KJVD) war der Jugendverband der KPD (AO) und bestand von 1972 bis 1980.
Der KJVD war eine von etlichen sogenannten K-Gruppen in der deutschen Nachkriegsgeschichte. Er wurde am 9. Juli 1972 zunächst unter der Bezeichnung "Kommunistischer Jugendverband" gegründet und 1975 in KJVD umbenannt. Grund war, dass der ebenfalls KJVD heißende Jugendverband der KPD/ML-ZB mitsamt seiner Mutterpartei aufgelöst worden war. Das Statut des KJVD wurde 1976 veröffentlicht. Ihr Zentralorgan war die Zeitschrift "Kämpfende Jugend". Sie wurde ab 1975 etwa eineinhalb Jahre lang monatlich herausgegeben und stellte dann ihr Erscheinen ein.
Die Organisation hatte organisatorisch nichts mit dem historischen Kommunistischen Jugendverband Deutschlands der Weimarer Republik zu tun, wollte sich aber in deren Namenstradition stellen.

## Struktur und Geschichte
Der KJVD auf Bundesebene wurde vom Zentralkomitee geführt, an dessen Spitze der "Ständige Ausschuss" stand. Das Zentralkomitee hatte seinen Sitz zunächst in Dortmund, ab 1975 in Köln am Sitz der Parteizentrale der KPD (AO). Regionalkomitees in den einzelnen Bundesländern leiteten die Arbeit der einzelnen Zellen als Grundorganisationen des KJVD, die vorrangig in Großbetrieben und Bundeswehrkasernen aufgebaut wurden. Einzelne Mitglieder und Sympathisanten wurden wegen ihrer politischen Arbeit in den Kasernen wegen Wehrkraftzersetzung strafrechtlich verfolgt.
Der KJVD kämpfte gegen das Berufsbildungsgesetz und unterstützte breit den Kampf gegen die gewerkschaftlichen Unvereinbarkeitsbeschlüsse, gegen Gewerkschaftsausschlüsse und Radikalenerlass. Zusammen mit der KPD (AO) und der Liga gegen den Imperialismus unterstützte der Jugendverband Völker der Dritten Welt. In hunderten von Vietnam-Ausschüssen wurde Nordvietnam (unter der Parole "Sieg im Volkskrieg") bis zum 1. Mai 1975 mit Demonstrationen, Aktionen wie der Bonner Rathausbesetzung am 10. April 1973, Veranstaltungen und Geldsammlungen unterstützt.
Die erste ordentliche Delegiertenkonferenz des KJVD wurde 1975 durchgeführt.
Nach der Auflösung des Kommunistischen Oberschülerverbands im Jahr 1975 organisierte der KJVD auch die kommunistische Arbeit unter Schülern ("Schüler, organisiert euch in Hauptschulzellen des KJV!", KJ v. 5. März 1975). Der KJVD führte in den Ferien Jugendlager, seit 1976 auch Pionierlager durch. Ab 1976 unterstützte der KJVD die Gründung von roten Arbeitersportvereinen ("Die Rote Sportfront wieder aufbauen!", KJ 1976, Nr. 3, S. 14); seine Mitglieder und Sympathisanten beteiligten sich am Werner-Seelenbinder-Sportfest Ostern 1976 in Köln. 1977 hatte die Organisation etwa 400 Mitglieder.
Anfang der 1980er Jahre wurde der KJVD im zeitlichen Zusammenhang mit der Selbstauflösung der KPD (AO) aufgelöst.